# 栄光への脱出〜武道館ライブ
『栄光への脱出〜武道館ライブ』（えいこうへのだっしゅつ ぶどうかんライブ）は、1978年10月にリリースされたアリスの4枚目となるライブ・アルバム。

## 解説
1978年8月29・30日に行われた日本武道館でのライブを収録した、2度目となる2枚組のライブ・アルバム。
過度の疲労により休養中であった谷村新司も元気な姿をファンの前に見せた。
オリコンチャートアルバム部門にて7週連続1位を獲得、ライヴ盤の金字塔を打ち立てた。
TBSテレビ系列「第21回日本レコード大賞」ベストアルバム賞を受賞した。
1993年に初CD化され、1998年，2002年，2006年（紙ジャケット仕様），2013年（SHM-CD仕様）にもリリースされている。
CDではDISC 1にはSIDE 1とSIDE 2、DISC 2にはSIDE 3とSIDE 4が収録された。

## 収録曲

### SIDE 1
1. Overture：栄光への脱出(3分47秒)
  - 作曲:アーネスト・ゴールド
2. スナイパー〜つむじ風(4分13秒)
  - 作詞・作曲:谷村新司
  - 「スナイパー」は谷村のソロ・アルバム「黒い鷲」収録の「狙撃者」のアリス・バージョン。
3. 最後のアンコール(3分18秒)
  - 作詞:矢沢透／作曲:堀内孝雄
4. 冬の稲妻(2分49秒)
  - 作詞:谷村新司／作曲:堀内孝雄
5. 誰もいない(4分00秒)
  - 作詞・作曲:谷村新司
6. 青春時代(2分45秒)
  - 作詞:なかにし礼／作曲:都倉俊一

### SIDE 2
1. センチメンタル・ブルース(4分05秒)
  - 作詞:谷村新司／作曲:矢沢透
  - 矢沢透のソロであったが、本人によると歌詞を間違えているらしい。
2. 走っておいで恋人よ(4分20秒)
  - 作詞・作曲:谷村新司
3. 今はもうだれも(2分06秒)
  - 作詞・作曲:佐竹俊郎
4. ジョニーの子守唄(3分04秒)
  - 作詞:谷村新司／作曲:堀内孝雄
5. 涙の誓い(3分02秒)
  - 作詞・作曲:谷村新司
6. 君のひとみは10000ボルト(3分15秒)
  - 作詞:谷村新司／作曲:堀内孝雄

### SIDE 3
1. 砂塵の彼方(5分52秒)
  - 作詞:谷村新司／作曲:堀内孝雄
2. 砂の道(4分47秒)
  - 作詞・作曲:谷村新司
  - 谷村のソロ。アルバム「海猫」収録曲。
3. 遠くで汽笛を聞きながら(4分15秒)
  - 作詞:谷村新司／作曲:堀内孝雄
4. 帰らざる日々(5分06秒)
  - 作詞・作曲:谷村新司

### SIDE 4
1. カリフォルニアにあこがれて(4分59秒)
  - 作詞・作曲:徳永章
  - 堀内のソロ・アルバム「言葉にならない贈り物」収録曲。
2. 冬の嵐(6分02秒)
  - 作詞・作曲:谷村新司
  - 谷村のソロ・アルバム「黒い鷲」収録曲。
3. さらば青春の時(4分37秒)
  - 作詞・作曲:谷村新司
4. 10000人の讃歌 -FBC組曲"WE ARE NOT ALONE"より- "WE ARE TOGETHER"（9分59秒）
  - 作詞・作曲:設楽幸嗣
  - 最初は小さな歌声だったが最後は大合唱となり、「WE ARE NOT ALONE」という文字が表示される。

## 参加ミュージシャン
- Piano／羽田健太郎
- Keyboard／篠原信彦
- Drums／渡嘉敷祐一
- Bass／杉本和也
- Electric Guitar／芳野藤丸,安川ひろし
- Percussion／穴井忠臣,松田幸一
- Trumpet／篠原国利,吉田憲司,武田和三
- Trombone／平内保夫,三田治美,岡田澄雄,塩村修
- Sax／ジェイク・コンセプション
- Chorus／伊集加代子,尾形道子,和田夏代子
- Strings／新音楽協会